# Zdechovice (okres Pardubice)
Obec Zdechovice se nachází v okrese Pardubice, kraj Pardubický, šest kilometrů západně od Přelouče. Žije zde 690 obyvatel. Součástí obce jsou i vesnice Spytovice a Zbraněves.

## Historie
První písemná zmínka o vesnici pochází z roku 1352.

## Pamětihodnosti
- Zámek Zdechovice
- Barokní kostel svatého Petra a Pavla, v roce 2011 byly uvnitř objeveny románské prvky přibližně z poloviny 12. století
- Mariánský sloup z počátku 18. století
- Romantická Zdechovická brána, někdy též Mazánkova hájovna
- Romantická hájovna Katovna, obě jsou propojeny kočárovou cestou
- Barokní socha svatého Jana Nepomuckého z roku 1733 s andílky (ti byli ukradeni cca v roce 2005)
- Barokní fara čp. 8
- Bývalý zájezdní hostinec čp.5 ze 17. stol. (sídlo obecního úřadu)
- Statek čp. 15 (památka lidového barokního stavitelství)
- Socha Panny Marie na vysokém sloupu
- Boží muka v části Pazderna, známá z románu Jany Klimečkové Chlebani
- Alegorické sousoší Čtvero ročních dob od M.B. Brauna (v rest. dílně 2013) poničeno pobytem vojsk
- V lese dva km jižně od obce se nachází seskupení žulových balvanů nazývané Obří postele